# Всеобщие выборы в Нигерии (2019)
Всеобщие выборы 2019 года в Нигерии прошли 23 февраля. На них были избраны президент Нигерии, члены Сената и депутаты Палаты представителей. Это были 6-е выборы после окончания военной диктатуры. Президент Мохаммаду Бухари выдвинул свою кандидатуру на второй срок. Выборы планировались на 16 февраля, но за несколько часов до открытия избирательных участков председатель Независимой национальной избирательной комиссии сообщил, что из-за проблем с доставкой бюллетеней и протоколов об итогах голосования, выборы переносятся на неделю.
Выборы 2019 года стали самыми дорогими в истории Нигерии, оказавшись на ₦69 млрд дороже выборов 2015 года.
В результате президент Мохаммаду Бухари одержал победу, опередив более чем на 3 млн голосов своего главного соперника Атику Абубакар. Инагурация состоялась в Демократический день Нигерии 12 июня 2019 года.

## Избирательная система
Президент Нигерии избирается простым большинством голосов, то есть президентом становится кандидат, набравший наибольшее количество голосов избирателей, а также получивший более 25 % голосов, по крайней мере, в двух третях из 36 штатов страны. 360 членов Палаты представителей также избираются по системе относительного большинства в одномандатных округах. Наконец, 109 членов Сената избираются простым большинством по 108 одномандатным округам (по три округа в каждом штате), и одного одномандатного округа федеральной столичной территории Абуджа.

## Кандидаты в президенты
Действующий президент Мухаммаду Бухари был номинирован кандидатом от Всеобщего прогрессивного конгресса на праймериз 29 сентября 2018 года. Кандидат в вице-президенты Осинбаджо, Йеми
Другие кандидаты:
- Атику Абубакар, бывший вице-президент, кандидат от Народной демократической партии. Кандидат в вице-президенты Оби, Петер
- Чике Укаэгбу, основатель Startup52.
- Дональд Дюк, бывший губернатор штата Кросс-Ривер, кандидат от Социал-демократической партии.
- Фела Дуротое, член Альянса за новую Нигерию.
- Обигели Эзеквесили, бывший министр образования и лидер общественной кампании «Вернуть назад наших девочек». Эзеквесили завершила свою избирательную кампанию 24 января 2019 года.
- Топе Фасуа, основатель и национальный председатель Партии обновления богатой Нигерии.
- Рабиу Кванквасо, бывший губернатор штата Кано.
- Суле Ламидо, бывший губернатор штата Джигава.
- Ахмед Макарфи, бывший председатель Национального временного комитета Народной демократической партии.
- Обадия Майлафия, бывший заместитель председателя Центрального банка Нигерии, кандидат от Африканского демократического конгресса.
- Кинсли Могалу, бывший заместитель председателя Центрального банка Нигерии и профессор в Флетчеровской Школе права и дипломатии Университета Тафтса.
- Гбенга Олавепо-Хашим, нефтяной бизнесмен, кандидат от партии Народное доверие.
- Реми Сонаия, член Кова партии и бывший преподаватель университета.
- Омойеле Соворе, правозащитник, борец за демократию и издатель новостного сайта Репортеры Сахары.
- Кабиру Таниму Тураки, бывший министр по особым поручениям.

## Результаты

### Президентские выборы
Результаты президентских выборов были обнародованы 27 февраля 2019 года.
| Кандидат                             | Кандидат                             | Партия                                       | Голоса     | %     |
| ------------------------------------ | ------------------------------------ | -------------------------------------------- | ---------- | ----- |
|                                      | Мохаммаду Бухари                     | Всеобщий прогрессивный конгресс              | 15 191 847 | 55,60 |
|                                      | Атику Абубакар                       | Народная демократическая партия              | 11 262 978 | 41,22 |
|                                      | Феликс Николас                       | Народная коалиционная партия                 | 110 196    | 0,40  |
|                                      | Обадия Майлафия                      | Африканский демократический конгресс         | 97 874     | 0,36  |
|                                      | Гбор Джон Уилсон Тервасе             | Всеобщий прогрессивный большой альянс        | 66 851     | 0,24  |
|                                      | Ябади Сани Юсуф                      | Партия демократического действия             | 54 930     | 0,20  |
|                                      | Акимьен Дэвидсон Исибор              | Нативная партия развития Нигерии             | 41 852     | 0,15  |
|                                      | Ибрагим Алийю Хассан                 | Африканский народный альянс                  | 36 866     | 0,13  |
|                                      | Дональд Дюк                          | Социал-демократическая партия                | 34 746     | 0,13  |
|                                      | Омойеле Соворе                       | Африканский конгресс действия                | 33 953     | 0,12  |
|                                      | Да-Сильва Томас Айо                  | Конгресс Спасти Нигерию                      | 28 680     | 0,10  |
|                                      | Шиту Мохаммед Кабир                  | Демократический альянс прогрессивного народа | 26 558     | 0,10  |
|                                      | Юсуф Мамман Данталь                  | Союзное народное движение                    | 26 039     | 0,10  |
|                                      | Кинсли Могалу                        | Прогрегрессивная партия молодёжи             | 21 886     | 0,08  |
|                                      | Амех Питер Ойонугва                  | Прогрессивный народный альянс                | 21 822     | 0,08  |
|                                      | Осителу Исаак Бабатунде              | Партия согласия                              | 19 209     | 0,07  |
|                                      | Фела Дуротое                         | Альянс за новую Нигерию                      | 16 779     | 0,06  |
| Недействительных/пустых бюллетеней   | Недействительных/пустых бюллетеней   | Недействительных/пустых бюллетеней           | 1 289 607  | -     |
| Всего                                | Всего                                | Всего                                        | 28 614 190 | 100   |
| Зарегистрированных избирателей/ Явка | Зарегистрированных избирателей/ Явка | Зарегистрированных избирателей/ Явка         | 82 344 107 | 34,75 |
| Источник: Vanguard                   |                                      |                                              |            |       |

### Выборы в Сенат
| Партия                           | Места |
| -------------------------------- | ----- |
| Всеобщий прогрессивный конгресс  | 56    |
| Народная демократическая партия  | 37    |
| Прогрегрессивная партия молодёжи | 1     |
| Неизбиравшиеся                   | 15    |
| Всего                            | 109   |
| Источник: Stears Election Centre |       |

Президент Сената Букола Сараки от НДП проиграл выборы в округе штата Квара представителю ВПК.

### Выборы в Палату представителей
| Партия                                | Места |
| ------------------------------------- | ----- |
| Всеобщий прогрессивный конгресс       | 92    |
| Народная демократическая партия       | 37    |
| Всеобщий прогрессивный большой альянс | 5     |
| Неизбиравшиеся                        | 226   |
| Всего                                 | 360   |
| Источник: Stears Election Centre      |       |